# Convento de Santo António (Abrantes)
O Convento de Santo António de Abrantes, integrado num conjunto referido como Ruínas do Convento de Santo António, na Quinta da Arca, e o aqueduto, localiza-se na atual freguesia de Abrantes (São Vicente e São João) e Alferrarede, no Município de Abrantes, Distrito de Santarém, em Portugal.
O conjunto edificado está classificado como Imóvel de Interesse Municipal desde 1977.
Supõem-se que tenha sido fundado em 1526. Actualmente, desta edificação apenas restam as  ruínas do convento e um aqueduto com 17 arcos em volta perfeita. Este convento foi construído segundo a indicação de Filipe I, que ordenou a transferência do convento original da Ribeira da Abrançalha para aqui no final do século XVI e princípio do século XVII, com o apoio de D. Lopo de Almeida, Conde de Abrantes. No século XVII a quinta e o convento foram abandonados pelos frades, que foram para o centro de Abrantes e a propriedade foi vendida a Diogo Marchão e Maria Gamita. Na segunda metade do século XIX toda esta área era possuída por João Freire Temudo Fialho de Mendonça e faz parte da Quinta da Arca.